# Brief van Paulus aan de Galaten
De Brief van Paulus aan de Galaten (vaak kortweg Galaten genoemd) is een boek in het Nieuwe Testament. Het is een brief van Paulus aan de christenen in Galatië. De brief telt zes hoofdstukken en werd geschreven in het Koinè-Grieks.
De brief is ongeveer rond het jaar 50 n.Chr. geschreven, in ieder geval rond de tijd dat er in Jeruzalem een belangrijk concilie werd gehouden: het zogenaamde concilie van Jeruzalem dat ging over het al of niet vasthouden aan de joodse wetten van de Hebreeuwse Bijbel. De Galatenbrief behandelt ook deze kwestie.

## Schrijver
Er is algemene overeenstemming dat Paulus de auteur van deze brief is.
Het Paulinische auteurschap was onomstreden van de vroege kerk tot de Vroegmoderne Tijd. Polycarpus van Smyrna (ongeveer 70-156 [of 167]) nam het al aan. Van de tien brieven van Paulus die Marcion canoniek verklaarde, stond de brief aan de Galaten op de eerste plaats. In de Canon Muratori, de oudste opsomming van boeken van het Nieuwe Testament uit ca. 200 n.Chr., staat Galaten tussen Kolossenzen en 1 Tessalonicenzen.
Pas in de 19e eeuw werd de authenticiteit ervan herhaaldelijk in twijfel getrokken, maar zonder blijvend effect. Hetzelfde geldt voor latere pogingen om de apostel de brief aan de Galaten geheel of gedeeltelijk te ontzeggen, inclusief de Nederlandse Radicale Kritiek.

## Ontvangers

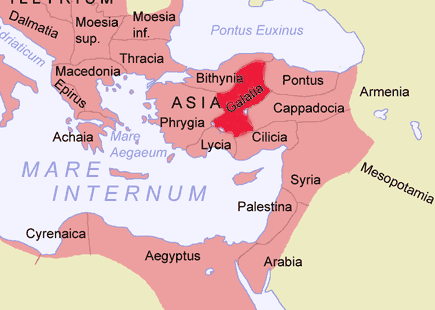
De Romeinse provincie Galatië.

De Galaten waren een sinds 278 v.Chr. bij Ancyra (het huidige Ankara) in Klein-Azië (in het huidige Turkije) woonachtige Keltische volksstam. Ze noemden zichzelf Galatai. Door Romeinse schrijvers worden ze daarentegen Gallo-Grieken genoemd. Het landschap van de streek Galatië bestond uit een hoogvlakte noordelijk van Ankara.
De Romeinse provincie Galatië bestond naast de streek Galatië ook uit de landstreken van Frygië, Pisidië en Lykaonië, waar zich de tijdens Paulus' eerste zendingsreis bezochte steden Ikonium, Lystra en Derbe bevonden (Handelingen 13:13).
Het is niet duidelijk of Paulus zijn brief aan de christenen in de provincie of in de streek Galatië gericht heeft. Uit de inhoud wordt wel duidelijk dat de christenen hoofdzakelijk een niet-Joodse ("heidense") achtergrond hadden (4:8). Er waren echter ook christenen met een joodse achtergrond. 
De gemeenten in Galatië waren in ieder geval voor een deel door Paulus zelf gesticht. De joodse christenen, waarschijnlijk onder invloed van joodse leraren, trachtten de joodse rituelen in de christelijke gemeenten in te voeren. Deze brief neemt hier uitdrukkelijk stelling tegen.

## Datering
Er bestaan twee theorieën over de datering van de brief, die als de Noord Galatië- en als de Zuid Galatië-theorie aangeduid worden.

### Vroege datering
De Zuid-Galatië-theorie gaat ervan uit dat Paulus verwijst naar Galatië in zijn politieke betekenis. Dit houdt in dat gemeenten die in de brief bedoeld waren op zijn eerste zendingsreis met Barnabas bezocht werden. Het bezoek aan Jeruzalem zoals beschreven in hoofdstuk 2:1-10 betreft dan het bezoek dat in Handelingen 11:27-30 genoemd wordt ter ondersteuning van de armen in Jeruzalem. Volgens deze theorie werd de brief vanuit Syrisch Antiochië in 48 of 49 geschreven, net voor het concilie van Jeruzalem.

### Late datering
De Noord-Galatië-theorie gaat ervan uit dat Paulus zijn brief schreef aan de gemeenten in de oude betekenis van het woord, het etnografische Galatië. De brief werd dan waarschijnlijk spoedig na Paulus' tweede bezoek aan Galatië geschreven. Feiten die in de brief genoemd worden lijken dit te bevestigen. Over het algemeen wordt aangenomen dat zijn bezoek aan Jeruzalem, in 2:1-10 beschreven in de verleden tijd, op het concilie van Jeruzalem betrekking heeft, ook al zijn er verschillen van de weergave ervan met die in Handelingen 15. De brief is dus geschreven na het concilie van Jeruzalem.
De overeenkomst tussen Galaten en Romeinen heeft tot de veronderstelling geleid dat ze beide in dezelfde tijd geschreven zijn, namelijk in de winter van 57-58, gedurende Paulus' verblijf in Korinte. De brief aan de Galaten is in haast geschreven, vanwege de ernst van de situatie; die aan de Romeinen is systematischer en leerstelliger van opzet.

## Kenmerk en doel
De Galatenbrief is de scherpste van Paulus' overgeleverde brieven. Wanneer we de brief vergelijken met andere brieven, ontbreekt de gebruikelijke dankzegging aan het begin van de brief, evenals de groeten aan het eind. In plaats hiervan vinden we wel uitdrukkingen als "Och domme Galaten" en "Ik ben verbaasd dat u mijn woorden zo snel naast u neer hebt gelegd".
De aanleiding voor het schrijven van de brief was het verontrustende bericht dat sommige leraren in de gemeente de invoering van de besnijdenis en de onderwerping aan de Wet van Mozes predikten. 
De Galatenbrief vormt een grote belijdenis van de volkomen vergeving van zonden door het geloof in Jezus Christus, en bespreekt de zekerheid van het heil dat zich op geen andere grond bevindt dan op het werk van Jezus Christus aan het kruis van Golgotha.

### Strekking
De strekking van de brief is als volgt: Paulus is door God aangesteld als apostel (discipel). Wat Paulus de gemeente vertelt, heeft hij dus niet zelf verzonnen, maar van God doorgekregen. Paulus wil de gemeente die uit heidenchristenen bestaat, duidelijk maken dat ze zich niet aan de joodse wetten hoeven te houden. Die wetten zijn niet meer nodig omdat Jezus de wet tot in de puntjes gehouden heeft. Een mens kan de wet nooit volmaakt houden, maar Jezus deed het voor de mensen. Doordat Jezus zijn taak op aarde helemaal volbracht heeft, zijn de christenen nu vrij van de wet.
Sommige joodse christenen willen echter dat de heidenchristenen zich laten besnijden en zich aan de joodse wetten gaan houden. Paulus veroordeelt hen fel. Ze hebben niet genoeg aan Jezus alleen. Hij weerlegt de leer van deze joodse christenen nog om andere redenen:
1. Hij heeft zijn boodschap van God doorgekregen en is echt een apostel van Hem. Hij verzint niet zomaar iets.
2. Het concilie van Jeruzalem, dus de hoogste kerkelijke leiders van dat moment, staat achter hem. Paulus heeft dus autoriteit.

De christelijke vrijheid staat in de hele brief centraal. Een ander thema is dat mensen alleen door het geloof in Jezus verzoend kunnen worden met God en door niets of niemand anders. De mensen in de gemeente worden aangespoord om elkaar ondanks alles lief te hebben.

## Inhoud
- Voorwoord (1:1-5)
- Roeping van Paulus als apostel en verkondiging van het evangelie dat hij van God ontving  (1:6-2:10)
- Conflict tussen Paulus en Petrus in Antiochië (2:11-21)
- Verlossing volgt niet uit het houden van de wet maar door het geloof (3:1-5:12)
- Vermaningen en waarschuwingen met de oproep, de in Christus ontvangen vrijheid te gebruiken door in de geest te wandelen (5:13-6:10).
- In het slotwoord (6:11) schrijft hij : "Ziet met hoe grote letters ik u eigenhandig schrijf" (NBG vertaling '51). Dit is wel geïnterpreteerd als afwijkend van het gewone gebruik, waarbij een secretaris de woorden schreef die Paulus dicteerde, dat Paulus het slotwoord van de brief zelf schreef als waarmerk dat de brief van hem afkomstig was. Het kan echter ook geïnterpreteerd worden als "Deze brief heb ik zelf geschreven, u ziet het aan de grote letters".